# Manuel Benito de Castro
Manuel Benito de Castro Arcaya fut un militaire et médecin colombien, qui occupa la présidence de la Colombie du 25 juin 1812 au 5 août 1812.

## Biographie
Il fut le troisième d'une fratrie de sept enfants. Il fut le fils d'un riche espagnol Manuel Benito de Castro et de la non moins riche Teresa Diaz Arcaya y Gumuzio, fille d'un capitaine de cavalerie de la garde vice-royale.
Castro fut un centraliste, pateador. Il était favorable à un état centralisé avec pour capitale Santafé de Bogota. Il fut aussi un fidèle du président Antonio Nariño qui le fit rentrer au sein de son cabinet. Le 25 juin 1812, Castro dut assurer la présidence de l'État libre de Cundinamarca pendant que Nariño combattait à Tunja les forces royalistes dans le sud. Il fut officiellement élu président le 19 août. Il céda le pouvoir à Nariño, dès son retour le 12 septembre.
Après la reconquête espagnole de la Nouvelle Grenade par Pablo Morillo, Castro fut expulsé de Santafé de Bogota. Il se réfugia à Tunja. Il ne reverra Bogota qu'après la défaite des royalistes. Il y mourut à l'âge de 75 ans, le 5 mars 1826.

## Controverse et critique
Les textes historiques le dépeignent comme un personnage au multiples facettes. Il fut décrit comme une personne excentrique, vêtu d'une cape, d'un chapeau pointu et muni continuellement d'une épée de cérémonie. Quand il assuma la présidence, une des conditions était qu'il puisse à tout moment quitter la séance de Congrès pour aller nourrir son chien. Il gouverna à une époque tumultueuse avec une forte rivalité entre les centralistes et les fédéralistes. Nariño fut contraint de revenir à la présidence. Pendant son mandat, il fut fortement critiqué pour ses inepties.
Pablo Morillo ne sut pas quoi faire à son sujet. Il semblait trop excentrique. Il ne menaça en rien la reconquête espagnol. Morillo décida finalement de le chasser de Santafé de Bogota sous prétexte qu'il stockait des armes dans sa demeure. En vérité, "les armes" n'étaient qu'une simple épée de cérémonie.